# 秋田県の記念物
秋田県の記念物（あきたけんのきねんぶつ）では、秋田県に所在する史跡、名勝、天然記念物について概説する。

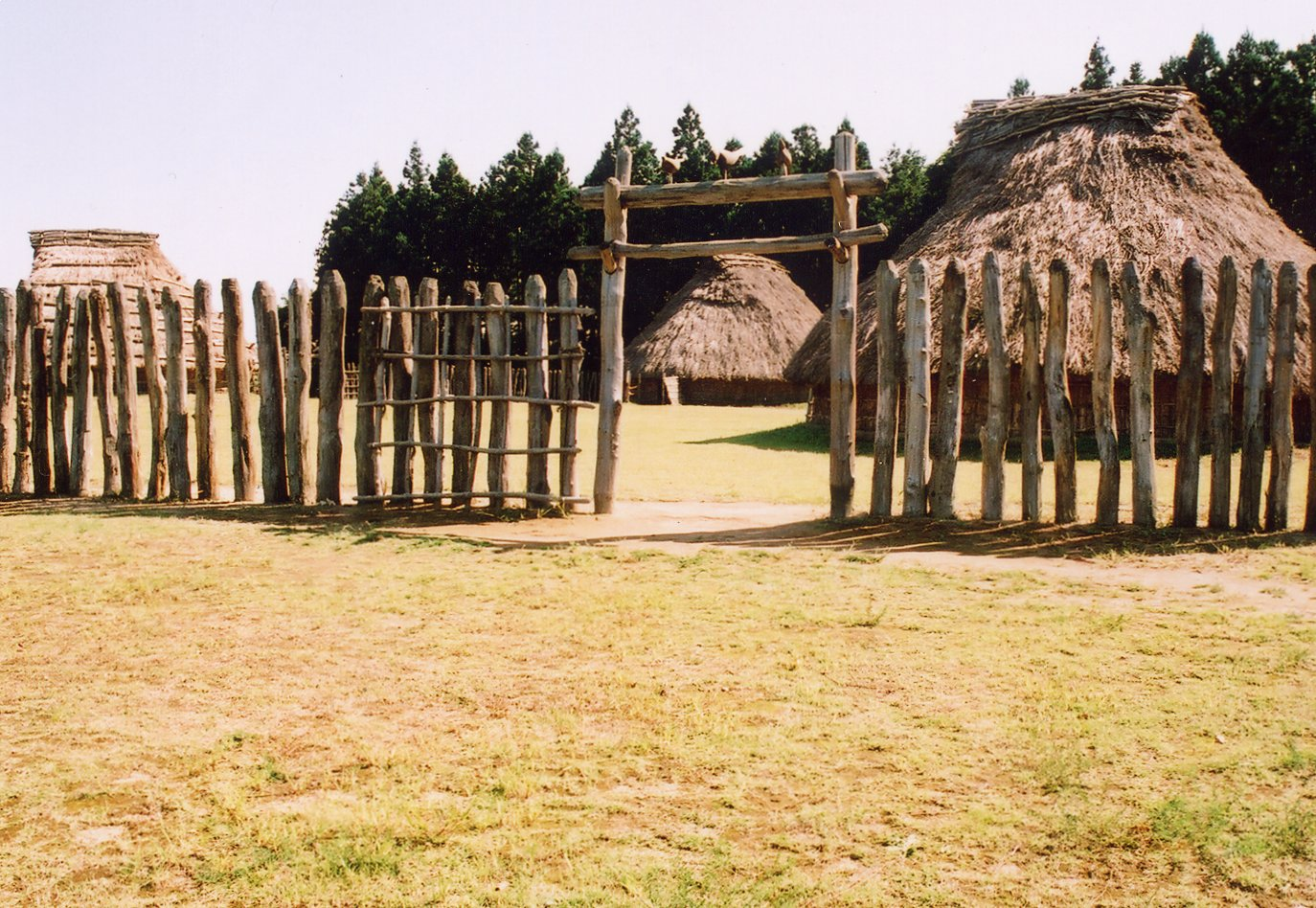
復元された弥生時代のムラ（地蔵田遺跡）

## 秋田県の記念物
日本の文化財保護法では史跡、名勝、天然記念物を合わせて記念物と称する。なお、秋田県と青森県にまたがる「十和田湖および奥入瀬渓流」は、その学術的価値により、特別名勝と天然記念物の2つの種別の記念物に重複して指定されている。

## 秋田県の史跡

### 国の史跡

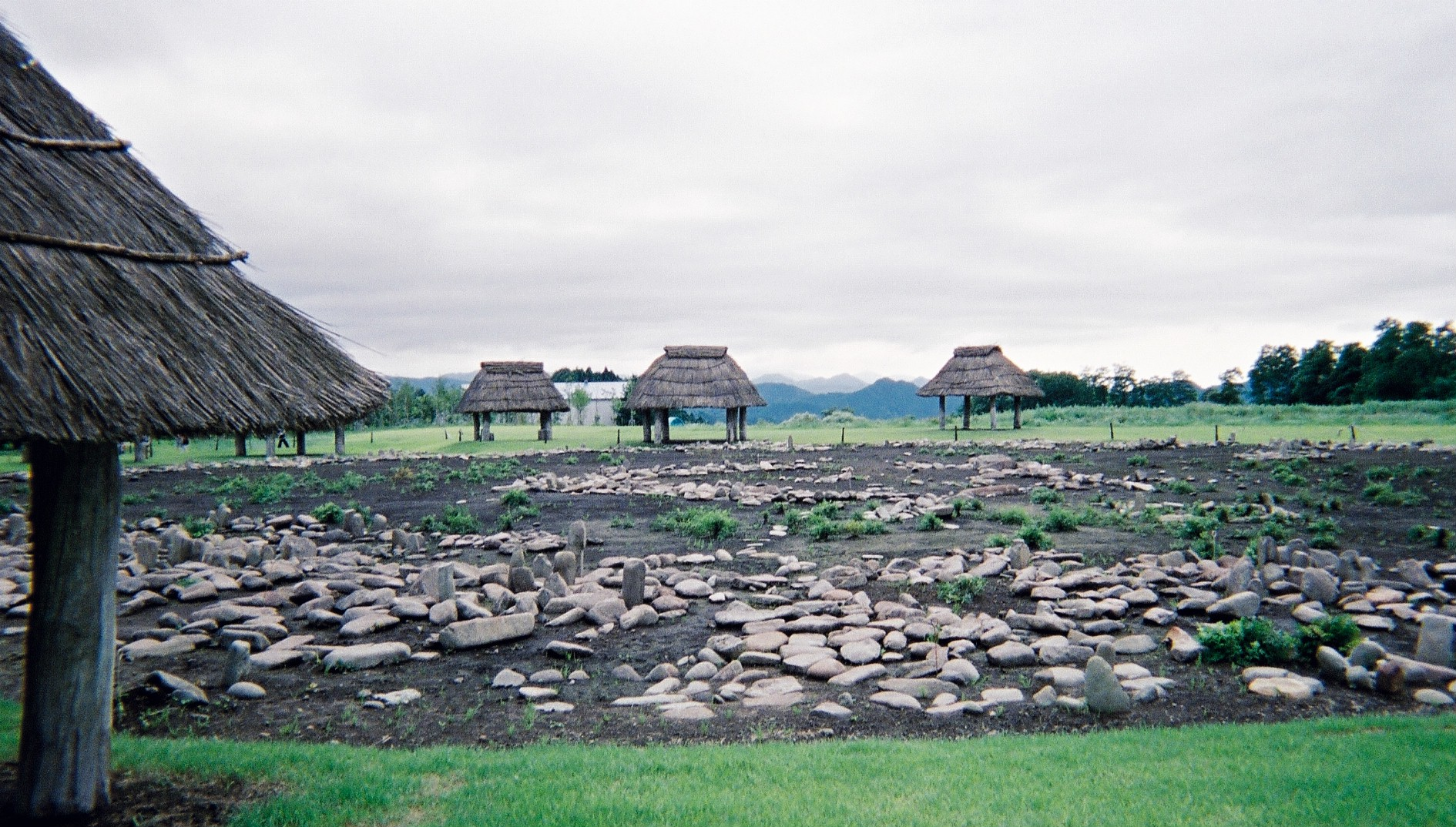
大湯環状列石

縄文時代後期の環状列石は、北海道や東北地方北部でとくに大規模なものが多く検出されており、縄文人の精神生活を知るうえで貴重な考古資料になっている。秋田県内には鹿角市の「大湯環状列石」（特別史跡、1951年指定）と北秋田市の「伊勢堂岱遺跡」（史跡、2001年指定）がある。また、大規模集落としては、縄文時代前期の日本最大級の超大型住居が見つかった能代市の「杉沢台遺跡」（史跡、1981年指定）がある。
弥生時代では、秋田市の「地蔵田遺跡」（史跡、1996年指定）が弥生前期の木柵で囲まれた集落と墓地が複合して見つかった遺跡として資料価値が高い。防御施設をともなう遺跡としては最も北にあり、墓地から見つかった土器棺には北九州地方の影響を受けた「遠賀川系土器」が使用されていることでも注目される。

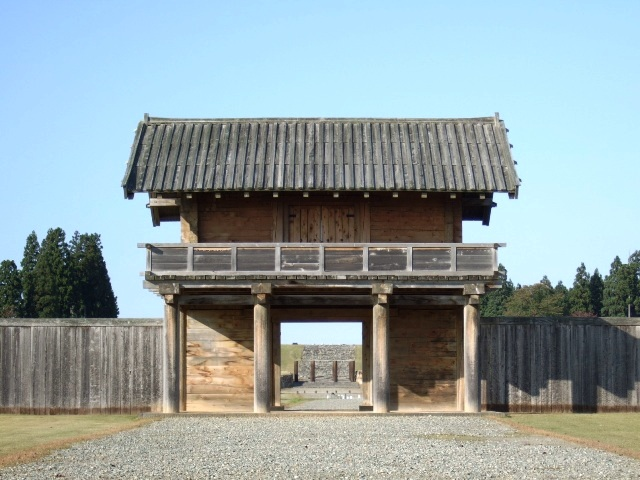
払田柵南門（復元）

奈良時代から平安時代にかけて、東北地方の政治・軍事の拠点となった古代城柵遺跡として秋田市の「秋田城跡」（史跡、1939年指定）と大仙市と仙北郡美郷町にまたがる「払田柵跡」（史跡、1931年指定）がある。これらの史跡では、現在、学術調査とそれをもとにした復元整備が進められている。
このほかには、江戸時代の国学者で復古神道を大成した「平田篤胤墓」（史跡、1934年指定）が秋田市にある。遺言によって現在地に葬られ、墓碑も篤胤死去当時のものである。湯沢市の「岩井堂洞窟」（史跡、1978年指定）は、第2洞からは縄文時代早期・前期・後期・晩期の各土器、弥生土器、続縄文土器、土師器が層位的に出土しており、第4洞では縄文時代早期の資料が質、量ともに貴重である。

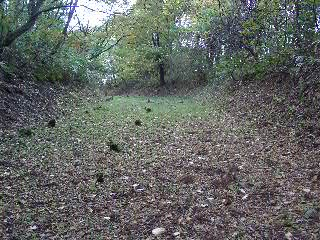
檜山城空堀

また、中世の安東氏の城館跡であった男鹿市の脇本城跡（史跡、2004年指定）は、東北地方でも最大級の規模を誇り、現在も発掘調査が続けられている。調査によって、当時の様子が少しずつ判明してきている。檜山安東氏については、能代市の檜山城跡、大館跡、茶臼館跡が「檜山安東氏城館跡」（史跡、1980年指定）として一括指定されている。戦国大名として発展した檜山安東氏の本城、支城として各遺構の遺存状態がすこぶる良好であり、貴重である。
近世を通じて、日本海沿岸部においては、海岸部の農地開発が諸藩の重要な政策であった。にかほ市の「由利海岸波除石垣」（史跡、1997年指定）は、江戸時代に波浪や強風による塩害から海岸の農地を守るために築かれた石塁遺跡である。18世紀末に大石久敬が著した『地方凡例録』所載「浪除石垣之事」には、浪除石垣が波浪による海岸侵食が乱杭などでは防ぎきれないほど激しい地域に築かれた防波風堤・防潮堤であることや、表面に大振りな石を積み内部には小割石や砂利などを詰めて構築する方法が記される。現在のこる石垣はいずれも自然石を積み上げ、表面には径30cmから50cm前後の石を用い、内部には小割石・砂利を詰めて築かれ、『地方凡例録』に記す築造法と一致する。高さは約1.2mから3m前後の部位が多く、水抜きの水門も保存されている。
- なお、秋田県にある国の史跡については別項「北海道・東北地方の史跡一覧」に一覧が掲載されている。

### 秋田県指定史跡

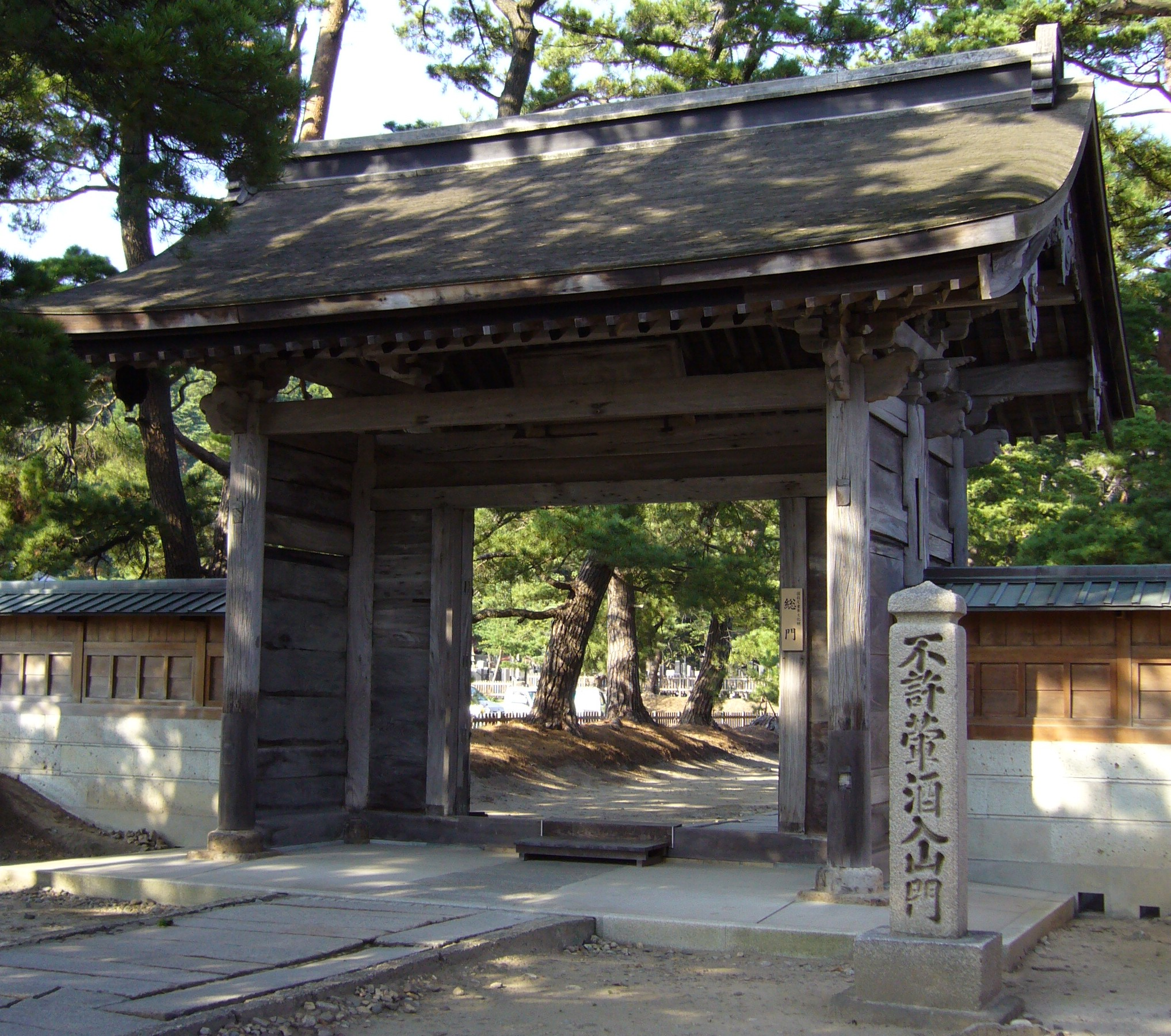
天徳寺

- 如斯亭（秋田市手形、1952年11月1日指定）
- 矢石館遺跡（大館市早口、1953年3月10日指定）
- 上代窯跡（秋田市上新城・下新城、1953年10月5日指定）
- 魚形文刻石（由利本荘市矢島町七日市、1953年10月5日指定）
- 白岩焼窯跡（仙北市角館町白岩、1953年10月5日指定）
- 十三本塚（雄勝郡羽後町貝沢、1953年10月5日指定）
- 万固山天徳寺（秋田市泉、1955年1月24日指定）
- 柏子所貝塚（能代市柏子所、1955年1月24日指定）
- 三崎山旧街道（にかほ市小砂川、1958年2月13日指定）
- 飯詰竪穴群（仙北郡美郷町飯詰、1959年1月7日指定）
- 四十二館跡（大仙市藤木・六郷西根、1959年1月7日指定）
- 矢立廃寺跡（大館市白沢、1959年1月7日指定）
- 磨崖（湯沢市横堀、1959年1月7日指定）
- 一里塚（大仙市北楢岡、1959年1月7日指定）
- 内舘文庫跡（北秋田市綴子、1960年3月1日指定）
- 心像市道の窯跡（大仙市土川、1962年2月15日指定）
- 一里塚（湯沢市愛宕町、1963年2月5日指定）
- 岩野山古墳群（南秋田郡五城目町上樋口、1963年2月5日指定）
- 雀館古代井戸（南秋田郡五城目町上樋口、1963年2月5日指定）
- 石川理紀之助遺跡（潟上市豊川山田、1964年4月16日指定）
- 檜山追分旧羽州街道松並木（能代市檜山、1973年7月12日指定）
- 旧青柳家武家屋敷（仙北市角館町表町、1973年7月12日指定）
- 旧院内銀山跡（湯沢市院内銀山、1973年12月11日指定）
- 旧岩橋家武家屋敷（仙北市角館町東勝楽町、1973年12月11日指定）
- 萱刈沢貝塚遺跡（山本郡三種町鵜川、1973年12月11日指定）
- 本堂城跡（仙北郡美郷町本堂城回、1973年12月11日指定）
- 一丈木遺跡（仙北郡美郷町浪花・千屋、1976年12月14日指定）
- 湯出野遺跡（由利本荘市老方、1978年12月11日指定）
- 吉田城跡（横手市上吉田間内、1980年12月11日指定）
- 天照皇御祖神社境内の磨崖仏及び板碑（鹿角市八幡平、1985年3月15日指定）
- 亀田藩主岩城家墓所（由利本荘市赤平、1985年3月15日指定）
- 山根館跡（にかほ市小国、1986年3月15日指定）
- 戸沢氏城館跡（門屋城跡・古堀田城跡）（仙北市小山田・上荒井、1987年3月17日指定）
- 大堤一里塚（北秋田市綴子、1987年3月17日指定）
- 鴨巣一里塚（能代市上の山・谷地上、1987年3月17日指定）
- 西馬音内城跡（羽後町西馬音内、1988年3月15日指定）

## 秋田県の名勝

### 国の名勝

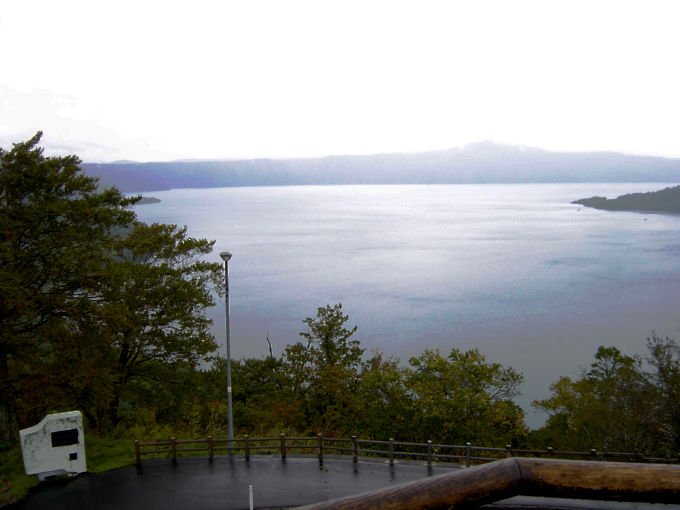
十和田湖

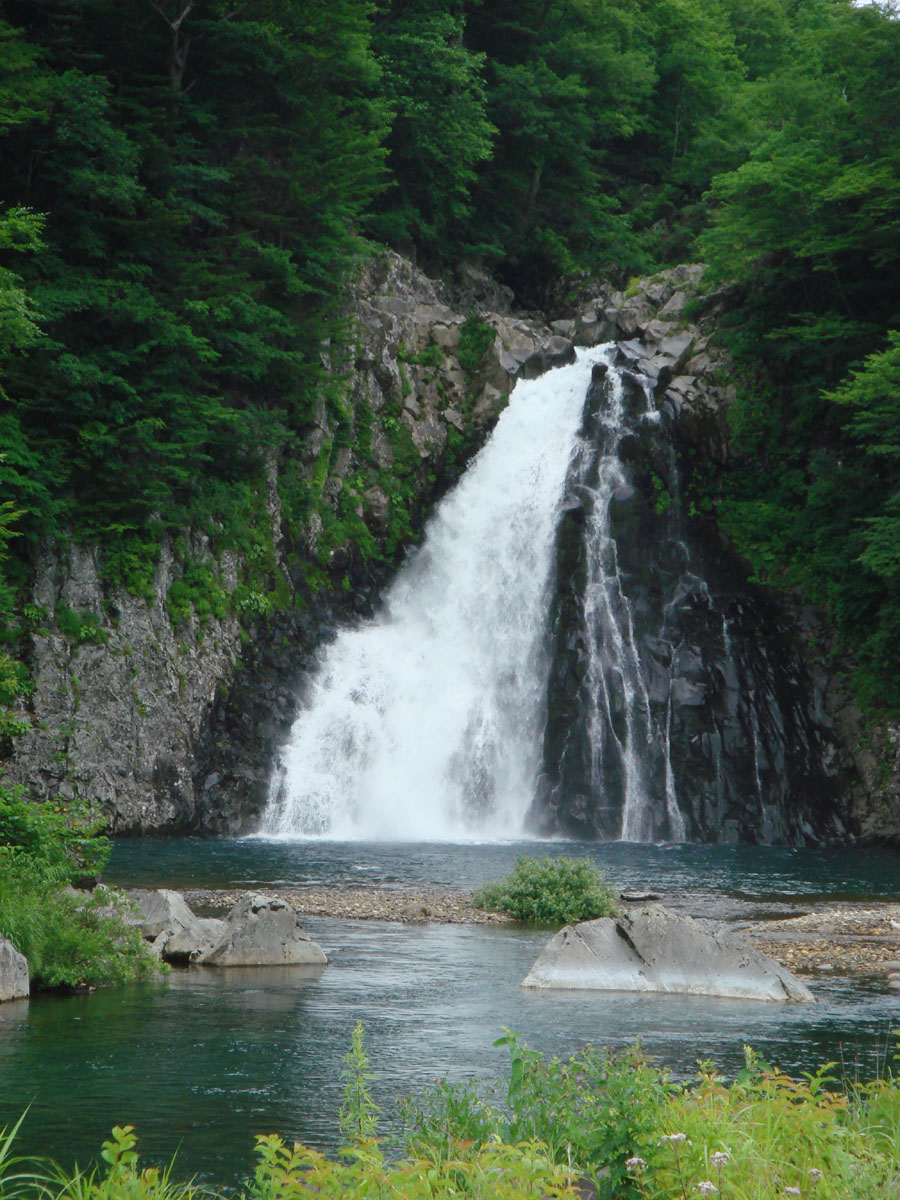
法体の滝

名勝では、仙北市角館地域の「檜木内川堤（サクラ）」（名勝、1975年指定）がある。ソメイヨシノの並木で、延長1,850m、総本数367本である。1934年（昭和9年）に植栽されたものであり、花期には壮観を呈し、サクラ並木のうち特に長大で景観のすぐれたものとされる。ソメイヨシノの寿命は短いとされるが、2000年（平成12年）より行われた生育環境改善工事により樹勢を回復し、現状は枝張りも広く、樹勢もきわめて旺盛である。
大仙市「池田氏庭園」（名勝、2004年指定）は、庭園としては県内初の名勝指定で、敷地は池田氏の家紋にならって亀甲の平面形を呈し、周囲は石垣を伴う濠と土塁で区画するもので、屋敷林をともなう散居でもとりわけ規模のうえで傑出した景観を有する。巨大な雪見灯籠や洋館など、東北地方有数の大地主の生活をかいまみることができる。
秋田市の「旧秋田藩主佐竹氏別邸（如斯亭）」（名勝、2007年指定）は、佐竹氏の居城であった久保田城跡の北約1kmに位置する。3代藩主佐竹義処が下賜した土地に家臣が整備した別荘を起源とし、5代義峯の代に藩主の狩りの際の休憩所として整備された。9代義和の時代にほぼ現在の姿に庭園を整備して園内15景を選ばせ、当初「得月亭」と称されたその名を「如斯亭（じょしてい）」と改めた。この頃から如斯亭は、久保田藩の迎賓館のような役割を果たすとともに文人墨客たちの良き交遊の場となった。県の史跡にも指定されている。
にかほ市の「奈曽の白瀑谷」（名勝、1932年指定）は奈曽川の中流に位置する高さ26m、幅11mの滝であり、金峰神社と正対しており、社殿前の展望台からの眺めがすばらしい。
鹿角郡小坂町と青森県十和田市にまたがる「十和田湖および奥入瀬渓流」（特別名勝、1928年）は、紀行文作家大町桂月によって「山は富士、湖は十和田湖、広い世界に一つずつ」と評された景勝地である。学術的価値から天然記念物にも指定されている。
なお、秋田県内の名勝については日本各地の名勝とともに、別項「名勝」に一覧が掲載されている。

### 秋田県指定名勝
名勝のみの指定はないが、
- 法体の滝および甌穴（由利本荘市百宅、1960年12月17日指定）
- 小又峡（北秋田市本砂子沢、1964年4月16日指定）

の2件は、県の「名勝及び天然記念物」に指定されている。

## 秋田県の天然記念物

### 国の天然記念物

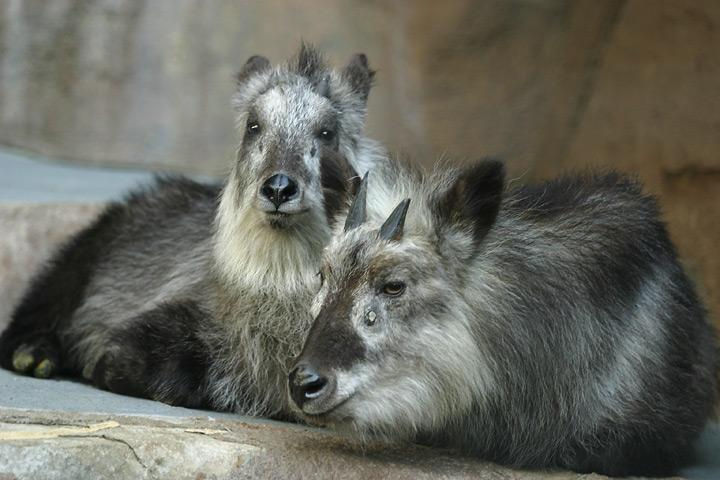
ニホンカモシカ

天然記念物のなかでは、奥羽山系を中心に広く棲息する「カモシカ」と仙北市の「玉川温泉の北投石」は、国際的にも学術上きわめて貴重なものとして特別天然記念物に指定されている。
「カモシカ」（特別天然記念物、1934年指定）はニホンカモシカという種が30都府県で生息が確認されており、地域を定めずに指定されている。日本特有の動物として貴重なものである。

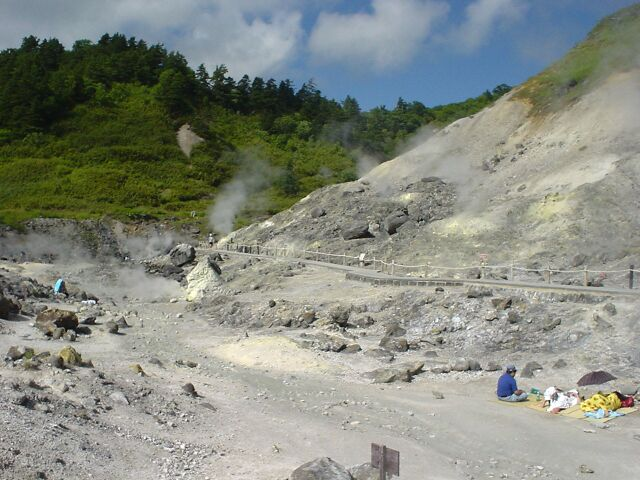
玉川温泉地獄地帯

「玉川温泉の北投石」（1922年、特別天然記念物）は、日本以外では台湾の北投温泉でしか見つかっておらず、所在地が指定対象となっている。表面に小結晶の晶簇を形成する放射能鉱物で、「末期癌が治った」などとマスコミで喧伝することが多い。岩盤浴ブームで今日さらに注目を浴びているが、採取は禁止されている。
「クマゲラ」（1965年、天然記念物）や「イヌワシ」（1965年、天然記念物）などの野生動物、「秋田犬」（天然記念物、1931年指定）や「比内鶏」（天然記念物、1937年）、「声良鶏」（天然記念物、1937年）などの畜用動物の種の指定、ニホンザリガニの生息地の南限として大館市の「ザリガニ生息地」（天然記念物、1934年指定）のように生息地を含んで地域指定をする場合など、動物の指定にはさまざまなかたちがある。

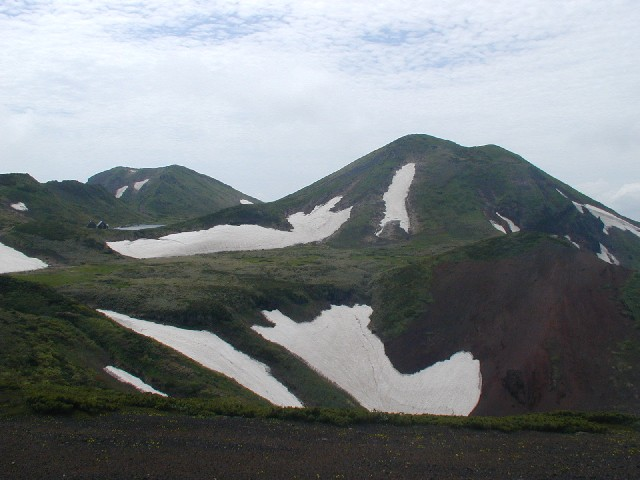
秋田駒ヶ岳

植物や地質鉱物の場合は、仙北市の「秋田駒ヶ岳高山植物帯」（天然記念物、1926年指定）「角館のシダレザクラ」（天然記念物、1974年指定）やにかほ市の「鳥海山獅子ヶ鼻湿原植物群落及び新山溶岩流末端崖と湧水群」（天然記念物、2001年指定）、大館市の「長走風穴高山植物群落」（天然記念物、1926年指定）、「芝谷地湿原植物群落」（天然記念物、1936年指定）、北秋田市の「桃洞・佐渡のスギ原生林」（天然記念物、1975年指定）、仙北郡美郷町の「千屋断層」（1995年、天然記念物）、湯沢市の「じ状珪石および噴泉塔」（1924年、天然記念物）などのように指定地域が定まっている場合がほとんどであり、史跡や名勝と同様、土地と結びついた文化財になっている。
特別名勝と重複指定された「十和田湖および奥入瀬渓流」のうち、十和田湖は雄大な二重式カルデラであり、外輪山の外側に堆積する膨大な量の浮石層（シラス）は第一次カルデラおよび第二次カルデラの生ずる前の2度の大噴出の結果である。奥入瀬渓流は十和田湖の唯一の流出河川であり、青森県側に流下する。
1804年（文化元年）の大地震の遺跡として、「象潟」（天然記念物、1934年指定）がある。かつては松島と並び称される景勝地であったが、海底が約2m40cmも隆起し、潟の水は失われてしまった。海岸の巨石や岩盤には、今も明瞭に隆起の跡が残っている。また、著しい柱状節理を示す帯褐灰色から灰白色を呈する黒雲母流紋岩の岩脈として、秋田市の「筑紫森岩脈」（天然記念物、1938年指定）がある。

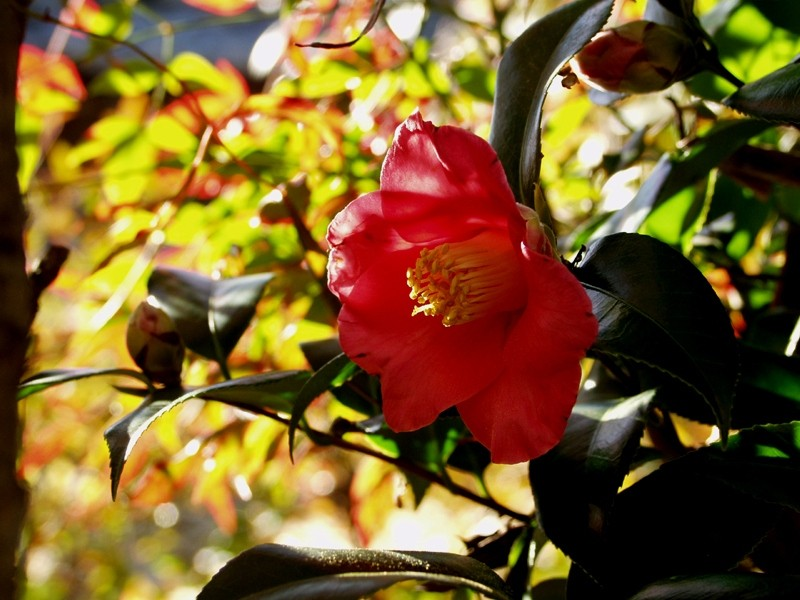
ツバキ

なお、男鹿市の「つばき自生北限地帯」（天然記念物、1922年指定）は青森県東津軽郡平内町にまたがっての指定である。北前船で男鹿を訪れた能登国出身の若者と村の娘とのツバキにまつわる恋物語の伝承がある。県内で最も新しく指定されたのが、2007年7月26日の「男鹿目潟火山群一ノ目潟」（天然記念物、2007年指定）である。マールの典型として、また単性火山群の典型としてきわめて貴重であるとして保護措置がとられることとなった。
- 国の天然記念物については、種類別に一覧記事が設けられている。
  - 哺乳類天然記念物一覧
  - 鳥類天然記念物一覧
  - 両生類・爬虫類天然記念物一覧
  - 魚類天然記念物一覧
  - 無脊椎動物天然記念物一覧
  - 植物天然記念物一覧
  - 地質・鉱物天然記念物一覧

### 秋田県指定天然記念物
- しだれ桜1本（大仙市船岡、1953年10月5日指定）
- 榧1本（男鹿市北浦真山、1954年3月16日指定）
- いちょう1本（能代市仁鮒、1955年1月24日指定）
- 杉1本（鹿角市十和田大湯、1955年1月24日指定）
- 枝垂桜1本（大仙市強首大巻、1955年1月24日指定）
- 欅（山本郡藤里町大沢、1955年1月24日指定）
- いちょう1本（山本郡藤里町藤琴、1955年1月24日指定）

その他、能代市の「母体のモミ林」、横手市の「筏の大スギ」など37件が天然記念物に指定されている。